# Йожеф Буденц
Йожеф Буденц (нім. Josef Budenz; 13 червня 1836, Расдорф — 15 квітня 1892, Будапешт) — німецький мовознавець; член-кореспондент Санкт-Петербурзької академії наук.

## Біографія
Займався в Марбурзі і Геттінгені класичною філологією; але незабаром, завдяки Теодору Бенфею, присвятив себе переважно порівняльному вивченню індуської та німецької мов.
У Геттінгені ознайомився спочатку з угорською мовою, а потім був введений роботами Антона Боллера з питань угорської та споріднених з нею фіно-угорської та алтайської мовами в нову, ще мало досліджену область порівняльного мовознавства. У 1858 році подався до Угорщини, щоб перш за все ґрунтовно вникнути в індивідуальні особливості мов алтайської групи, і при цьому зайнявся вивченням інших мов її, взявшись спершу саме за тюркські мови, а потім за найближчі до угорського — фінно-угорські.
У 1868 році він почав читання в Будапештському університеті з порівняльного алтайського і угро-угорському мовознавства, а в 1872 році заснував спеціальну кафедру цього предмета. У тому ж році стояв біля витоків лінгвістичного журналу Magyar Nyelvőr («Угорська мова»).